# Tipula hinayana
Tipula hinayana är en tvåvingeart som beskrevs av Alexander 1956. Tipula hinayana ingår i släktet Tipula och familjen storharkrankar.
Artens utbredningsområde är Thailand. Inga underarter finns listade i Catalogue of Life.